# تولیپ جوشی

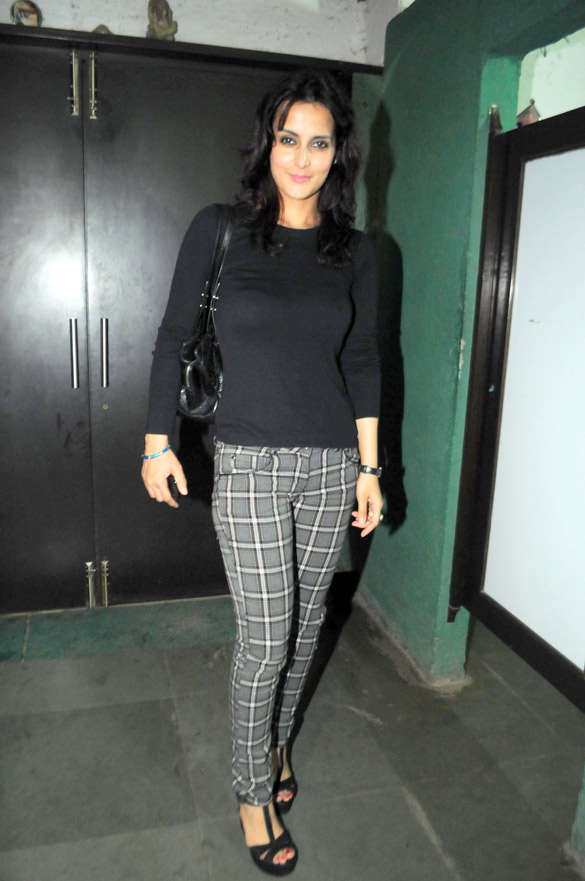

تولیپ جوشی (به ارمنی: Թուլիպ Ջոշի)، (به هندی: तुलिप जोशी)، (به انگلیسی: Tulip Joshi) (زاده ۱۱ سپتامبر ۱۹۷۹) بازیگر ارمنی-هندی است.
پدر وی از اهالی گجرات و مادرش از ارمنی‌های لبنان می‌باشند.

## فیلم‌شناسی
فهرست برخی از فیلم‌هایی که تولیپ جوشی در آنها به ایفای نقش پرداخته‌است:
- عروسی دوستم است(۲۰۰۲)
- میهن(۲۰۰۳)
- دل بیشتر می‌خواد (۲۰۰۴)
- ابرستاره (۲۰۰۸)
- Yaara o Dildaara (2011)
- مسافرخانه (۲۰۱۱)
- جی هو (۲۰۱۴)
- Jatt Airways (2013)